# Nuculana tuberculata
Nuculana tuberculata is een tweekleppigensoort uit de familie van de Nuculanidae. De wetenschappelijke naam van de soort is voor het eerst geldig gepubliceerd in 1872 door E. A. Smith als Leda tuberculata.